# Movimento Lavoratori per il Socialismo
Movimento Lavoratori per il Socialismo fu un partito politico della sinistra extraparlamentare costituitosi il 1º febbraio 1976 su iniziativa del Movimento Studentesco, quest'ultimo sorto nel 1968 all'Università Statale di Milano.

## Origine e ispirazione teorica
All'origine l'Organizzazione tentò una singolare unificazione di temi maoisti con una forte rivendicazione del ruolo autonomo dei movimenti di massa per la democrazia, pur rivendicando, almeno nei primi anni di attività, il ruolo di Stalin e l'intera tradizione bolscevica.
Rappresentò un tentativo di unire elementi ideologici e politici tratti dalla storia del movimento operaio e della sinistra, specie del periodo della politica antifascista di Fronte popolare, con una forte presenza nella vita politica di base tipica di quegli anni. L'adesione di alcune prestigiose figure della Resistenza come Giuseppe Alberganti ed il critico d'arte Raffaele De Grada ne accrebbe ulteriormente la notorietà.
Il MLS fu sempre caratterizzato da una costante attività culturale e di ricerca. Promosse la nascita del settimanale Fronte Popolare, del quotidiano la Sinistra, di diverse case editrici e discografiche e di una catena di librerie.

## Radicamento Territoriale
L'ispirazione teorica di fondo, che si rifaceva a una visione integrale dell'idea socialista e comunista capace però, con originalità, di privilegiare e in qualche misura dare rilievo storico al protagonismo degli studenti, raccolse l'adesione di molti giovani provenienti dalle scuole superiori e dalle università di diversi territori Italiani. L'organizzazione, che giunse a contare su qualche migliaio di militanti, ebbe come epicentro della sua azione il milanese e il bresciano.
Si radicò inoltre, sia pure con consistenze numeriche molto differenti, in Sicilia confluì tutta la formazione di Avanguardia comunista presente su buona parte del territorio regionale (Palermo, Catania, Siracusa, Agrigento, Termini Imerese) ed in Puglia, raccogliendo la diffusa rete del Circolo Lenin, a Napoli, Catania, Reggio Calabria, Bologna e Firenze. Il MLS fu invece poco presente a Roma anche dopo la confluenza nelle sue file, nel 1976, del gruppo intellettuale di Avanguardia comunista.

### La realtà particolare di Avanguardia comunista
Avanguardia comunista era una rivista "di area" nata in contemporanea alla costituzione di un'omonima organizzazione politica nel febbraio 1974 (con il nome esteso Organizzazione marxista-leninista Avanguardia comunista), in seguito all'unificazione del gruppo Il comunista (a sua volta formatosi dall'unione dei Nuclei comunisti rivoluzionari di Franco Russo e Paolo Flores d'Arcais con il Fronte comunista rivoluzionario calabrese) con il Comitato comunisti romani Marxisti-Leninisti, meglio conosciuto come Viva il comunismo, di cui era leader Augusto Illuminati. Giornale e organizzazione conclusero la loro esperienza nell'ottobre 1976, quando confluirono nel MLS.
La rivista ed il gruppo si erano distinti per la partecipazione di alcuni significativi intellettuali e docenti universitari italiani dell'epoca, tra i quali il succitato Illuminati, Antonio Melis e Franco Volpi.

## Le contrapposizioni con Autonomia Operaia e il rifiuto del terrorismo
Il supposto stalinismo e l'accusa di svolgere un'attività di servizio d'ordine ai limiti della legalità, legate alla costante presenza al suo interno di un servizio d'ordine particolarmente organizzato, ereditato dai Katanghesi, portarono però più volte all'isolamento il partito.
Nel 1977 il MLS che aveva all'inizio partecipato al vasto movimento giovanile che si svolse in quell'anno, ebbe frequenti contrapposizioni con le ali più dure del movimento, legate all'esperienza dell'Autonomia Operaia. In particolare al Convegno contro la repressione tenuto a Bologna nel settembre del 1977 ci furono scontri violenti nel Palazzo dello sport tra militanti dell'Autonomia Operaia organizzata e militanti del MLS.
Nello stesso anno, dopo incidenti al festival del Parco Lambro a Milano, i terroristi di Prima Linea, (si legge nei verbali di Donat Cattin e Sandalo) dopo uno scontro tra MLS e gli autonomi dei CoCoRi (Comitati comunisti rivoluzionari) di Oreste Scalzone, tentarono materialmente il sequestro/gogna di William Sisti, allora responsabile del Servizio d'Ordine del MLS. Il progetto prevedeva il sequestro di Sisti, l'allestimento di un "processo proletario". Gli aderenti a Prima Linea, che avrebbero dovuto compiere l'azione vennero arrestati la sera prima del sequestro durante il furto di un furgone a Milano.
Il MLS fu uno dei pochi gruppi della sinistra cosiddetta extra-parlamentare a non contribuire con propri ex-militanti al terrorismo, questo anche in virtù di una posizione ferma contro il "guevarismo" (mito del Che Guevara) e dell'"ora X" e una radicata valutazione del pensiero di Gramsci sull'egemonia.

## Rapporti con i partiti costituzionali della Sinistra e approdo al PdUP per il Comunismo
Dal 1975 il MLS partecipò con altri gruppi della sinistra all'esperienza elettorale di Democrazia Proletaria. Il MLS tentò di superare l'immagine settaria guardando con grande attenzione alla sinistra del PSI e poi, in seguito al chiarirsi degli orientamenti di Craxi, al PdUP per il comunismo, al PCI e al movimento sindacale. In seguito a questa maturazione si unificò con il PdUP per il comunismo di Lucio Magri e Luciana Castellina nel congresso di Roma del 1981.

## Segretari
- Salvatore Toscano - (1976)
- Luca Cafiero - (1976 - 1981)

## Sono stati militanti del MLS
- Gianni Barbacetto, giornalista de il Fatto Quotidiano
- Stefano Boeri, architetto, candidato sindaco alle primarie di centrosinistra di Milano
- Tito Boeri, presidente dell'INPS, economista de la Repubblica e de lavoce.info
- Pietro Clemente, antropologo, docente universitario, presidente dell'Istituto della Resistenza di Siena
- Michele Cucuzza, giornalista, presentatore televisivo e radiofonico della Rai
- Sergio Cusani, attivista per i diritti umani, finanziatore del Partito Socialista Italiano, coinvolto nelle vicende legate a Mani pulite
- Nando dalla Chiesa, sociologo e parlamentare, figlio del generale dei carabinieri Carlo Alberto e fratello di Rita, presentatrice televisiva
- Ferruccio de Bortoli, giornalista e direttore del Corriere della Sera e in passato de Il Sole 24 Ore
- Davide Ferrari, poeta, capogruppo dei DS nel consiglio comunale di Bologna
- Paolo Gentiloni, deputato de La Margherita, ministro delle comunicazioni nel secondo governo Prodi, ministro degli esteri nel governo Renzi, Presidente del Consiglio dei ministri
- Alfonso Gianni, deputato di Rifondazione Comunista e sottosegretario nel governo Prodi II
- Pietro La Torre, sindacalista, segretario regionale e nazionale UIL turismo, commercio e servizi
- Ramon Mantovani, deputato di Rifondazione Comunista
- Antonio Melis (1942-2016), docente universitario, critico letterario, ispanista
- Pietro Milazzo, sindacalista
- Pietro Mita, deputato di Rifondazione Comunista e consigliere regionale pugliese
- Claudio Pagliara, giornalista RAI, corrispondente da Gerusalemme
- Luciano Pettinari, parlamentare europeo e deputato del PDS
- Roberto Sciacca, deputato dei Democratici di Sinistra
- Gino Strada, medico e fondatore di Emergency
- Danilo Sulis, musicista, sindacalista, presidente Rete 100 passi, amico di Peppino Impastato ha fatto rinascere Radio Aut dando vita a Radio 100 passi